# Hrabstwo Early

Piramida wieku hrabstwa

Hrabstwo Early (ang. Early County) – hrabstwo w stanie Georgia, w Stanach Zjednoczonych. Z gęstością 8 os./km² należy do najsłabiej zaludnionych hrabstw Georgii.

## Geografia
Według spisu z 2000 roku obszar całkowity hrabstwa obejmuje powierzchnię 516,27 mil2 (1337,13 km²), z czego 511,23 mil2 (1324,08 km²) stanowią lądy, a 5,04 mil2 (13,05 km²) stanowią wody. Według szacunków United States Census Bureau w roku 2010 miało 11 008 mieszkańców. Jego siedzibą administracyjną jest Blakely.

### Miejscowości
- Arlington
- Blakely
- Cedar Springs (CDP)
- Damascus
- Jakin

### Sąsiednie hrabstwa
- Hrabstwo Clay, Georgia (północ)
- Hrabstwo Calhoun, Georgia (północny wschód)
- Hrabstwo Baker, Georgia (wschód)
- Hrabstwo Miller, Georgia (południowy wschód)
- Hrabstwo Seminole, Georgia (południe)
- Hrabstwo Houston, Alabama (południowy zachód)
- Hrabstwo Henry, Alabama (zachód)